# 웰링턴 유나이티드 AFC
웰링턴 유나이티드 AFC(Wellington United AFC)는 뉴질랜드 웰링턴에 연고를 둔 축구단으로 센트럴 리그에 참가하고 있다.